# Manuel Litzke
Manuel Litzke (* 12. Juli 1999 in Bludenz) ist ein österreichischer Politiker (FPÖ). Litzke wurde bei der Nationalratswahl 2024 im Regionalwahlkreis Vorarlberg Süd als Abgeordneter zum österreichischen Nationalrat gewählt.

## Leben und Ausbildung
Manuel Litzke wurde 1999 in der Bezirkshauptstadt Bludenz geboren. Von 2009 bis 2011 besuchte er das Bundesgymnasium Bludenz, ab 2011 die Mittelschule in Bludenz, von 2013 bis 2014 die Handelsschule und anschließend bis 2019 die Handelsakademie in Bludenz. Von Jänner 2020 bis Juli 2020 leistete Litzke den Präsenzdienst beim österreichischen Bundesheer ab und nahm anschließend im Oktober 2020 das Bachelorstudium Betriebswirtschaftslehre an der Wirtschaftsuniversität Wien auf, welches er im Oktober 2024 abschloss.

## Politischer Werdegang
An der Wirtschaftsuniversität Wien engagierte sich Manuel Litzke im Rahmen der ÖH-Hochschulvertretung als Obmann des Rings Freiheitlicher Studenten an der WU. In Vorarlberg wurde Litzke zum Landesvorsitzenden des Rings Freiheitlicher Jugend, der FPÖ-Jugendorganisation der FPÖ Vorarlberg, gewählt.
Für die Nationalratswahl 2024 kandidierte Manuel Litzke auf dem zweiten Platz der FPÖ-Landesliste sowie auf dem ersten Platz der Regionalparteiliste für den Regionalwahlkreis Vorarlberg Süd. Die FPÖ konnte bei der Wahl am 29. September 2024 im Regionalwahlkreis Vorarlberg Süd ein Grundmandat erreichen, welches Manuel Litzke als Listenerstem der Regionalparteiliste zufiel. Er ist daher im Nationalrat der XXVIII. Gesetzgebungsperiode neben Thomas Spalt einer von zwei FPÖ-Mandataren aus Vorarlberg.